# Xerez CD
A Xerez CD, teljes nevén Xerez Club Deportivo egy spanyol labdarúgócsapat. A klubot 1947-ben alapították. Székhelye Jerez de la Frontera. Jelenleg a másodosztályban szerepel.

## Jelenlegi keret
2010. február 1. szerint.
| #  |     | Poszt | Név                                            |
| -- | --- | ----- | ---------------------------------------------- |
| 1  | ESP | K     | Chema                                          |
| 2  | ESP | V     | Juan Redondo                                   |
| 3  | ESP | V     | Mendoza                                        |
| 4  | ESP | KP    | Álex Bergantiños (Kölcsönben a Deportivótól)   |
| 5  | ARG | V     | Leandro Gioda (Kölcsönben az Independientétől) |
| 6  | ESP | KP    | Vicente Moreno (Csapatkapitány)                |
| 7  | ESP | KP    | Francis                                        |
| 8  | ESP | CS    | Antoñito                                       |
| 9  | ESP | CS    | Mario Bermejo                                  |
| 10 | ESP | KP    | Emilio Viqueira                                |
| 11 | ESP | KP    | Momo                                           |

| #  |     | Poszt | Név                                         |
| -- | --- | ----- | ------------------------------------------- |
| 13 | BRA | K     | Renan (Kölcsönben a Valenciától)            |
| 14 | ESP | V     | Víctor Sánchez (Kölcsönben a Barcelonától)  |
| 15 | CHI | CS    | Fabián Orellana (Kölcsönben az Udinese-től) |
| 16 | ARG | KP    | Armenteros (Kölcsönben a Sevilla B-től)     |
| 17 | ESP | CS    | Míchel                                      |
| 18 | ESP | V     | David Prieto (Kölcsönben a Sevillától)      |
| 19 | ESP | KP    | Carlos Calvo                                |
| 20 | ESP | KP    | Abel                                        |
| 23 | ESP | V     | Aythami (Kölcsönben a Deportivótól)         |
| 24 | MLI | KP    | Sidi Keita (Kölcsönben a Lens-tól)          |

## Statisztika
| Szezon    | Div | Poz. | Mérk. | Gy | D  | V  | RG | KG | P  | Kupa          | Megjegyzés |
| --------- | --- | ---- | ----- | -- | -- | -- | -- | -- | -- | ------------- | ---------- |
| 2002-2003 | 2D  | 6    | 42    | 17 | 13 | 12 | 55 | 53 | 64 | Nyolcaddöntő  |            |
| 2003-2004 | 2D  | 9    | 42    | 12 | 18 | 12 | 47 | 49 | 54 | 3. kör        |            |
| 2004-2005 | 2D  | 8    | 42    | 14 | 17 | 11 | 39 | 36 | 59 | 2. kör        |            |
| 2005-2006 | 2D  | 7    | 42    | 18 | 13 | 11 | 60 | 46 | 67 | 5. kör        |            |
| 2006-2007 | 2D  | 8    | 42    | 16 | 10 | 16 | 47 | 42 | 58 | 32-es főtábla |            |
| 2007-2008 | 2D  | 15   | 42    | 12 | 16 | 14 | 47 | 56 | 52 | 32-es főtábla |            |
| 2008-2009 | 2D  | 1    | 42    | 24 | 10 | 8  | 73 | 42 | 82 | 2. kör        | Feljutott  |

### Az eddigi összes szezon
| Szezon  | Osztály    | Poz. | Copa del Rey |
| ------- | ---------- | ---- | ------------ |
| 1947/48 | Regionális | 2.   | -            |
| 1948/49 | Regionális | 1.   | -            |
| 1949/50 | 3ª         | 7.   | -            |
| 1950/51 | 3ª         | 6.   | -            |
| 1951/52 | 3ª         | 10.  | -            |
| 1952/53 | 3ª         | 1.   | -            |
| 1953/54 | 2ª         | 11.  | -            |
| 1954/55 | 2ª         | 6.   | -            |
| 1955/56 | 2ª         | 12.  | -            |
| 1956/57 | 2ª         | 10.  | -            |
| 1957/58 | 2ª         | 16.  | -            |
| 1958/59 | 3ª         | 2.   | -            |
| 1959/60 | 3ª         | 1.   | -            |
| 1960/61 | 3ª         | 2.   | -            |
| 1961/62 | 3ª         | 2nd  | -            |
| 1962/63 | 3ª         | 12.  | -            |
| 1963/64 | 3ª         | 2.   | -            |
| 1964/65 | 3ª         | 1.   | -            |
| 1965/66 | 3ª         | 3.   | -            |

| Szezon  | Osztály | Poz. | Copa del Rey  |
| ------- | ------- | ---- | ------------- |
| 1966/67 | 3ª      | 1.   | -             |
| 1967/68 | 2ª      | 12.  | 32-es főtábla |
| 1968/69 | 3ª      | 7.   | -             |
| 1969/70 | 3ª      | 2.   | 1. kör        |
| 1970/71 | 3ª      | 1.   | 3rd Round     |
| 1971/72 | 2ª      | 19.  | 4. kör        |
| 1972/73 | 3ª      | 6.   | 2. kör        |
| 1973/74 | 3ª      | 16.  | 1. kör        |
| 1974/75 | 3ª      | 5.   | 3. kör        |
| 1975/76 | 3ª      | 7.   | 2. kör        |
| 1976/77 | 3ª      | 8.   | 2. kör        |
| 1977/78 | 2ªB     | 7.   | 2. kör        |
| 1978/79 | 2ªB     | 7.   | 2. kör        |
| 1979/80 | 2ªB     | 13.  | 1. kör        |
| 1980/81 | 2ªB     | 8.   | -             |
| 1981/82 | 2ªB     | 1.   | 1. kör        |
| 1982/83 | 2ª      | 19.  | 3. kör        |
| 1983/84 | 2ªB     | 6.   | Nyolcaddöntő  |
| 1984/85 | 2ªB     | 6.   | 1. kör        |

| Szezon  | Osztály | Poz. | Copa del Rey  |
| ------- | ------- | ---- | ------------- |
| 1985/86 | 2ªB     | 1.   | 3. kör        |
| 1986/87 | 2ª      | 6.   | 1. kör        |
| 1987/88 | 2ª      | 9.   | 3. kör        |
| 1988/89 | 2ª      | 12.  | 4. kör        |
| 1989/90 | 2ª      | 10.  | 2. kör        |
| 1990/91 | 2ª      | 20.  | 3. kör        |
| 1991/92 | 2ªB     | 8.   | 1. kör        |
| 1992/93 | 2ªB     | 2.   | 4. kör        |
| 1993/94 | 2ªB     | 5.   | 2. kör        |
| 1994/95 | 2ªB     | 9.   | 1. kör        |
| 1995/96 | 2ªB     | 11.  | -             |
| 1996/97 | 2ªB     | 2.   | -             |
| 1997/98 | 2ª      | 21.  | 3. kör        |
| 1998/99 | 2ªB     | 11.  | 1. kör        |
| 1999/00 | 2ªB     | 3.   | -             |
| 2000/01 | 2ªB     | 3.   | 32-es főtábla |
| 2001/02 | 2ª      | 4.   | 3. kör        |
| 2002/03 | 2ª      | 6.   | Nyolcaddöntő  |
| 2003/04 | 2ª      | 9.   | 3. kör        |

| Szezon  | Osztály | Poz. | Copa del Rey  |
| ------- | ------- | ---- | ------------- |
| 2004/05 | 2ª      | 8.   | 2. kör        |
| 2005/06 | 2ª      | 7.   | 5. kör        |
| 2006/07 | 2ª      | 9.   | 32-es főtábla |
| 2007/08 | 2ª      | 15.  | 32-es főtábla |
| 2008/09 | 2ª      | 1.   | 2. kör        |
| 2009/10 | 1ª      | —    |               |